# Bad Hair
Bad Hair é um filme de comédia satírica e terror estadunidense de 2020 escrito, dirigido e produzido por Justin Simien. É estrelado por Elle Lorraine, Jay Pharoah, Lena Waithe, Kelly Rowland, Laverne Cox, Chanté Adams, James Van Der Beek, Usher Raymond IV, Blair Underwood e Vanessa Williams.
Teve sua estreia mundial no Festival de Cinema de Sundance em 23 de janeiro de 2020. Seguido por um lançamento limitado nos cinemas em 16 de outubro de 2020, pela Neon. Estreou no Hulu em 23 de outubro de 2020.

## Elenco
- Elle Lorraine como Anna Bludso
  - Zaria Kelley como Anna jovem
- Vanessa Williams as Zora Choice
- Jay Pharoah como Julius
- Lena Waithe como Brook-Lynne
- Yaani King como Sista Soul
- Blair Underwood como Amos Bludso
- Laverne Cox como Virgie
- Michelle Hurd como Maxine Bludso
- Judith Scott como Edna
- Robin Thede como Denise
- Ashley Blaine Featherson como Rosalyn
- Steve Zissis como Baxter Tannen
- MC Lyte como Coral
- Kelly Rowland como Sandra
- James Van Der Beek como Grant Madison
- Usher como Germane D.
- Chanté Adams como Linda Bludso
- Dahéli Hall como Sheryl
- Moses Storm como Justin
- Jon Gabrus como Valet
- Nicole Byer como Gina
- Justin Simien como Reggie Watson

## Recepção
No Rotten Tomatoes, o filme tem uma taxa de aprovação de 64% com base em 74 críticas, com uma classificação média de 6,1/10. O consenso dos críticos do site diz: "As ambições pesadas de Bad Hair são fáceis de respeitar - mesmo que a confusão tonal e a execução irregular do filme sejam impossíveis de ignorar". No Metacritic, o filme tem uma pontuação média ponderada de 61 em 100 com base em 23 avaliações, indicando "críticas geralmente favoráveis".  